# Son de Fierro
Son de fierro es una telenovela argentina producida por Pol-ka Producciones que se emitió desde el 8 de enero de 2007 hasta el 6 de febrero de 2008 por El Trece, logrando ser la ficción más exitosa del año.
Protagonizada por Osvaldo Laport, Mariano Martínez y María Valenzuela. Coprotagonizada por Mario Pasik, Favio Posca, Freddy Villarreal, Facundo Espinosa, Mónica Antonópulos e Isabel Macedo. Antagonizada por Eleonora Wexler y la primera actriz Dora Baret. También, contó con las actuaciones juveniles de Felipe Colombo, Soledad Fandiño y Camila Bordonaba. Las actuaciones especiales de José Luis Mazza y el primer actor Juan Carlos Dual. Y la presentación de Vanesa González.
Esta telenovela marcó el regreso de la pareja protagónica y la última aparición televisiva de Juan Carlos Dual, fallecido el 24 de agosto de 2015.
Originalmente se trataba de una telecomedia, pero a mitad de año se comenzaron a añadir elementos más dramáticos a las historias.

## Descripción
El programa está protagonizado por la familia Fierro, que son Martín (Osvaldo Laport), Lucía (María Valenzuela) y sus hijos Juan (Mariano Martínez), Sandra (Soledad Fandiño) y Lucho (Felipe Colombo). El padre, Martín Fierro (el nombre es una referencia al Martín Fierro) trabaja en una carnicería con Amadeo (Facundo Espinosa) y Ezequiel (Favio Posca) y es machista, vulgar y confrontador. La madre, Lucía, es la clásica madre dedicada a su matrimonio y sus hijos. Su hijo Juan, a pesar de ser ciego desde los diez años, se recibió de profesor con muy buenas notas, mientras que Lucho es aún un estudiante. Sandy, por su parte, trabaja como Vedette, a pesar de la opinión de su padre quien habría preferido que continuara sus estudios de medicina. También se encuentra Ezequiel, un chico de la calle que fue adoptado hace años y que la familia acepta como a un hijo más del matrimonio de Fierro y Lucía.
Juan es profesor de Historia en el colegio Terrada, y entre sus alumnos están su propio hermano y Morena Fontana (Vanesa González), hija de José María Fontana, representante del Ministerio de Educación. Rita (Eleonora Wexler) es su asistente para dar clase, y Ortelli (José Luis Mazza).

### Etapas
Al comenzar el programa, este estaba orientado fuertemente hacia el género de la telecomedia. A mitad de año este cambia hacia el género dramático propio de las telenovelas, principalmente al iniciar el divorcio de Fierro y Lucía, y al hacer que la relación secreta entre Juan y Morena quede expuesta y Juan pierda su trabajo por ello. A partir de dicho punto se altera el desarrollo y resolución de algunas de las tramas, y se redefine a algunos personajes.

#### Primera etapa

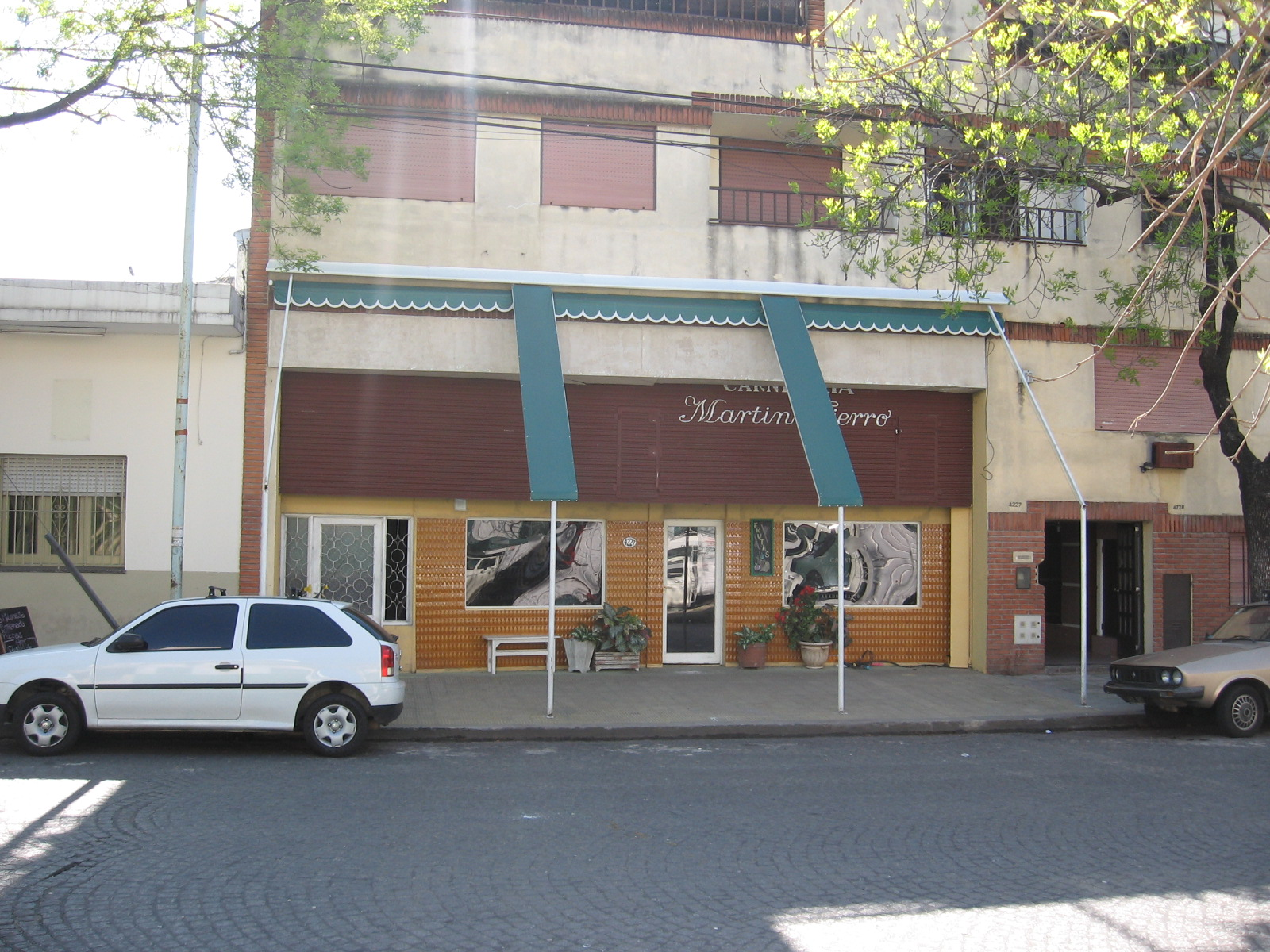
Carnicería de los Fierro

A Juan Fierro se lo disputan Rita, su asistente, y Morena Fontana, su alumna. Juan, a pesar de los riesgos que corre con dicha relación, se enamora de Morena, pero ambos mantienen su relación en secreto. El padre de Morena, José María Fontana, es presentado como un funcionario del Ministerio de Educación, Director de Escuelas, e intenta averiguar quién es el novio de su hija.
Lucho comienza de novio con Karina, la hermana de Amadeo, pero se enamora de Morena al conocerla. Deja a Karina por Morena, pero Morena no se interesa en él, y finalmente vuelve con Karina. Dicha relación finalizó cuando la actriz que interpreta a Karina debió alejarse de la tira, que se resolvió en la ficción argumentando que se veía obligada a irse a vivir a una ciudad lejana. Los tres personajes, Lucho, Karina y Morena, formaron un grupo musical dentro de la ficción que Canal 13 tenía intención de explotar comercialmente, pero Cris Morena hizo valer un contrato que tenía con Felipe Colombo (Lucho) y Camila Bordonaba (Karina) ambos exintegrantes de Erreway, por el cual no podían cantar sin su aprobación.
José María Fontana deseaba a Lucy, pero esta nunca puso en duda su relación con su marido por él. Fontana terminaría con Sissi, la hermana de Lucy, a quien también desea Ángel.
Sandy y Amadeo tienen un romance que mantienen en secreto. No lo revelan porque Amadeo está casado con Mabel, que es también amiga de Sandy, y tiene un hijo con ella. Además, Fierro considera a Amadeo casi como un hijo (si bien no lo es) y no aprobaría que ambos mantuvieran tal relación, ya que la consideraría una forma de incesto.
Martín estaba peleado al principio con su padre, Don Martín, a quien culpaba por el sufrimiento de su madre cuando ambos se divorciaron. Más adelante se reconciliarían.

#### Segunda etapa
Lucía conoce en el Ministerio de Educación a Juan Cruz Zorrilla, un hombre con quien comienza una aventura extramatrimonial. Cuando esta sale a la luz, Lucía y Fierro se separan, y Lucía se va a vivir fuera de la casa, primero a un departamento de Rafa (amigo de Don Martín), y luego cuando José María Fontana viaja a España se muda a su casa para ser la encargada de Morena, quien elige quedarse en el país. Fierro conoce a Isabel, una mujer recién divorciada con una hija pequeña, con quien empieza su propia relación. Sus hijos resienten las nuevas relaciones de sus padres, aunque aprovechan la dualidad de casas para irse a vivir con uno cada vez que se pelean con el otro.
Fierro y Lucía finalmente se reconcilian cuando el divorcio se legaliza, y Lucía vuelve a vivir a la casa. Si bien ella renuncia a su relación con Juan Cruz, Fierro sigue sintiendo cosas por Isabel, a quien sigue viendo a escondidas. Isabel le reprocha que no deje a Lucía, e intenta terminar con Fierro, lo cual la lleva a ocultarle su embarazo. Lucía también se embaraza, pero sin tener seguridad sobre si el padre de su nuevo hijo es Fierro o Juan Cruz. Un análisis de ADN revela que es de Juan Cruz. Finalmente, Fierro se va con Isabel y su nuevo hijo, y Lucía se queda con su nuevo hijo y con Juan Cruz.
Despechada porque Juan prefiera a Morena, Rita hace que los funcionarios del Ministerio de Educación se enteren de la relación entre ambos, en una maniobra que es atribuida a José María Fontana (quien finalmente supo de dicha relación unos días antes, pero la toleró). Juan es expulsado de la escuela, y Morena es encerrada en un convento por su padre. Juan se propone llevar adelante su relación con Morena sin importar lo que ocurra, hasta que empieza a pelearse con Lucho por ella. Para no herir a su hermano, Juan renuncia a Fontana, y se casa con Rita. Morena empieza un noviazgo con Lucho, y Rita logra mediante manejos turbios que Juan sea reincorporado (lo cual incluye el asesinato de Molina, uno de los funcionarios encargados del caso), pero Juan no llega a amar a Rita y se separa de ella, cansado de que sea celosa y controladora. Vuelve con Morena, pero Rita finge estar embarazada para que Juan no la deje. Ante la imposibilidad de manifestar en forma efectiva los efectos del embarazo Rita hace que parezca que Morena la empuja por las escaleras y que habría perdido a su hijo durante dicho accidente, pero luego del impacto inicial nadie le cree que haya sido así. Al darse cuenta de la aparente imposibilidad de llevar a buen término alguna relación con él, Rita empieza a vengarse de Juan iniciando denuncias falsas, entre ellas una de violencia doméstica, y finalmente se convierte en una criminal prófuga de la ley. En un hospital Rita mata por accidente a Juan con un bisturí cuando este se interpone para proteger a Morena de su esposa, y como última voluntad se organiza un casamiento entre Juan y Morena en el hospital. Juan muere luego de su finalización. Antes de dicha muerte, había dejado embarazada a Morena, quien tiene un hijo suyo, a quien Rita intenta secuestrar y sacar del país. Rita finalmente es internada, y daña su cerebro al intentar suicidarse.
Sissi abandona a Fontana luego de que la relación de Juan y Morena se haga pública, creyendo que fue él el responsable de ello. José María Fontana viaja a España más tarde dejando a Morena a cargo de Lucía, y Sissi viaja a una ciudad lejana. Dichos argumentos se corresponden con los alejamientos de la tira de los actores que interpretaban a dichos personajes.
Amadeo termina su romance con Sandy y vuelve con Mabel, pero Sandy quedó embarazada de él. Cuando Mabel se entera la obliga a callarse, y Sandy finge que Enzo, una pareja ocasional que tuvo, era su verdadero padre. Mabel finge tener recaídas con sus problemas cardíacos cada vez que Amadeo se acerca a Sandy, y finalmente se muere al ser incapaz de retenerlo. A Amadeo le llega un video realizado por Mabel antes de morirse, en donde le dice que él es el verdadero padre del hijo que Sandy espera. Al principio la odia por ocultárselo, pero al final vuelven a estar juntos y se casan en una ceremonia informal. El no formalizar su matrimonio le dificulta a Amadeo acompañar a Sandy a Estados Unidos cuando esta viaja a Miami por una oportunidad laboral. Dicho viaje es aprovechado para retirar al personaje de la tira ya que la actriz no podía seguir participando de la filmación en las semanas finales ya que ocupa un rol protagónico en Por amor a vos, la telecomedia que reemplazaría a Son de Fierro en su horario.
En las primeras etapas del programa se sugería que Fierro y Lucía mantenían un secreto importante respecto a Lucho. Este resultó ser que Lucho no era realmente hijo de ellos: Lucía había tenido un hijo que murió al nacer, pero en el hospital vio a otra mujer con un hijo recién nacido que se estaba muriendo, dicha mujer los autorizó al tomar a su hijo como si fuera propio con la condición de no revelarle su origen. Originalmente Lucho aceptó la situación, pero luego acusaba a sus padres de darles trato preferencial a Juan o Sandy por ser hijos de sangre y él no.
La depresión de Lucho al no poder llevar adelante una relación con Morena y sus constantes frustraciones en su relación con sus padres lo llevan a consumir drogas. En dicha actividad conoce a Gaby, quien también es adicta y es víctima de su vendedor, el "Pájaro" quien extorsiona a Lucho para que venda por él, a cambio de que el Pájaro no lastime a la chica. Lucho accede a traficar, y en su primer día de distribución le vende droga a Juan Cruz, quien luego de consumir sufre un accidente. Este lo deja en coma y necesita operarse en Chicago, Estados Unidos, con un acompañante, y al no tener familia, lo acompaña Lucía, si bien esta considera terminada su relación. Cruz le revela a Lucía la adicción de Lucho, al mismo tiempo que Fierro la descubre por su cuenta.

## Elenco
- Osvaldo Laport como Martín Fierro.
- María Valenzuela como Lucía de Fierro.
- Mariano Martínez como Juan Fierro.
- Soledad Fandiño como Sandra “Sandy” Fierro.
- Felipe Colombo como Luis “Lucho” Fierro.
- Mario Pasik como José María Fontana.
- Freddy Villarreal como Ángel Fierro.
- Favio Posca como Ezequiel.
- Vanesa González como Morena Fontana.
- Dora Baret como Matilde "Mimicha" Talamonti.
- Juan Carlos Dual (†) como Martín Fierro (padre).
- Camila Bordonaba como Karina Andurregui.
- Facundo Espinosa como Amadeo Andurregui.
- José Luis Mazza como Remo Ortelli.
- Eleonora Wexler como Rita.
- Manuela Pal como Luciana “Luli” Manchini.
- Mónica Antonopulos/Isabel Macedo como Sissi.
- Andrea Barbieri como Lidia.
- Martín Seefeld como Juan Cruz Zorrilla.
- Andrea Pietra como Isabel.
- Ornella Fazio como Catalina.
- Jorge Varas como Rafa.
- Martín Orecchio como "Pájaro".
- Mario Moscoso como Dr. Figueroa.
- Alberto Anchart (†) como Atilio.
- Sabrina Carballo como Gaby.
- Adrián Yospe como Enzo.
- Victorio D'Alessandro como Guillermo Díaz.
- Diego Child como Leonardo.
- Gonzalo Suárez como Dani.
- Juan Manuel Rodil como Farías.
- Micaela Vázquez como Verónica "Vero".
- Roxana Randon como Madre de Rita.
- Silvina Luna como Merlina.
- Marcelo Savignone como Petrucci.
- Santiago Ramundo como Ramiro Vásquez
- Chachi Telesco como Jimena Calisto.
- Susana Ortiz como Neca.
- Horacio Peña como Molina.
- Calu Rivero

## Alejamientos
Los personajes de Sissi, Karina y José María se vieron afectados por situaciones que involucraron a sus respectivos actores y actrices.
Mónica Antonopulos dejó la serie para trabajar en la obra de teatro Extraña pareja, junto a Carlos Carlín Calvo y Pablo Rago. Ante dicha ausencia se resolvió reemplazarla por la actriz Isabel Macedo, y el cambio se justificó en los guiones mediante un gravísimo choque que habría desfigurado su rostro y que por la cirugía plástica posterior resultaría ser otro diferente.
Por su parte, la actriz Camila Bordonaba ("Karina") y el actor Felipe Colombo ("Lucho") ambos exintegrantes de Erreway crearon (en la ficción) un grupo musical junto al personaje de Morena, lo cual debió dejar de hacerse ya que ambos tenían contrato con Cris Morena que les impedía cantar en otros lugares
Más adelante, la actriz Camila Bordonaba debió abandonar el programa debido a disputas contractuales entre Pol-Ka, la productora del programa, y la relación ya mencionada con Cris Morena. Su personaje no fue reemplazado: se planteó que se iba a vivir a una ciudad muy lejana, según se confirmaría más tarde, a Choele-Choel. En la última parte de la novela, Camila Bordonaba retomó las grabaciones.
Mario Pasik, el padre de Morena Fontana, también debió abandonar permanente la novela, para poder protagonizar El hombre que volvió de la muerte. Dentro de la historia, se dijo que se iría a trabajar para el Ministerio de Educación español, derivando la responsabilidad sobre su hija a Lucía. Su personaje se incorporaría más adelante a la historia, aunque no físicamente, al saberse que estaba preso por estafa. Ello motivaría el viaje de Morena a España, y su reencuentro con su madre.

## Adaptaciones internacionales
- En México se emitió una versión local titulada Alma de hierro, protagonizada por Alejandro Camacho y Blanca Guerra. Se transmitió a través de Canal de las Estrellas.
- En Grecia la versión local fue titulada Οι ατρόμητοι (Oi atromitoi, Los valientes), protagonizada por Antonis Kafetzopoulos y Faii Kokkinopoulou. La versión tiene únicamente 14 capítulos. Fue emitida por el canal Mega en 2012, al finalizar fue sustituida por Οι βασιλιάδες, Versión local de la también argentina Los Roldán.

## Premios y nominaciones
| Año  | Premio               | Categoría                      | Programa         | Resultado |
| ---- | -------------------- | ------------------------------ | ---------------- | --------- |
| 2007 | Premio Clarín        | Mejor Ficción Diaria Drama     | Son de Fierro    | Nominado  |
| 2007 | Premio Martín Fierro | Mejor Comedia                  | Son de Fierro    | Nominado  |
| 2007 | Premio Martín Fierro | Actriz Protagonista de Comedia | María Valenzuela | Nominada  |
| 2007 | Premio Martín Fierro | Actor Protagonista de Comedia  | Osvaldo Laport   | Nominado  |
| 2007 | Premio Martín Fierro | Actor Protagonista de Comedia  | Mario Pasik      | Nominado  |
| 2007 | Premio Martín Fierro | Actriz de reparto en Comedia   | Dora Baret       | Nominada  |
| 2008 | Premio Martín Fierro | Actriz Protagonista de Comedia | María Valenzuela | Nominada  |

## Sucesión de tiras diarias dePol-ka Producciones
| Predecesor: ''Sos mi vida'' | ''Son de Fierro'' 2007/2008 | Sucesor: ''Por amor a vos'' |